# Tischeria
Tischeria is een geslacht van vlinders uit de familie van de vlekmineermotten (Tischeriidae).

## Soorten
- Tischeria admirabilis Braun, 1972
- Tischeria aenea Frey & Boll, 1872
- Tischeria agrimoniella Braun, 1972
- Tischeria ambigua Braun, 1915
- Tischeria ambrosiaeella Chambers, 1875
- Tischeria amelanchieris Braun, 1972
- Tischeria angusticolella Duponchel, 1843
- Tischeria antilope Puplesis, Diškus & Mey, 2003
- Tischeria arizonica Braun, 1972
- Tischeria astericola Braun, 1972
- Tischeria aurifrontella Ragonot, 1874
- Tischeria badiiella Chambers, 1875
- Tischeria berberella De Prins
- Tischeria bifurcata Braun, 1915
- Tischeria castaneaeella Chambers, 1875
- Tischeria ceanothi Walsingham, 1890
- Tischeria citrinipennella Clemens, 1859
- Tischeria clemensella Chambers, 1878
- Tischeria compta Meyrick, 1915
- Tischeria concolor Zeller, 1875
- Tischeria confusa Braun, 1972
- Tischeria consanguinea Braun, 1972
- Tischeria crataegifoliae Braun, 1972
- Tischeria decidua Wocke, 1876 (Hoefijzervlekmot)
- Tischeria deliquescens Meyrick, 1915
- Tischeria discreta Braun, 1972
- Tischeria distincta Braun, 1972
- Tischeria dodonaea Stainton, 1858 (Bruine eikenvlekmot)
- Tischeria ekebladella (Bjerkander, 1795) (Gewone eikenvlekmot)
- Tischeria ekebladoides Puplesis & Diskus, 2003
- Tischeria elongata Walsingham, 1914
- Tischeria emyella (Duponchel, 1840)
- Tischeria ephaptis Meyrick, 1915
- Tischeria explosa Braun, 1923
- Tischeria frausella Heyden, 1858
- Tischeria fuscomarginella Chambers, 1875
- Tischeria gaunacella Duponchel, 1843
- Tischeria gregaria Braun, 1972
- Tischeria heinemanni Wocke, 1871
- Tischeria helianthi Frey & Boll, 1878
- Tischeria heliopsisella Chambers, 1875
- Tischeria hestias Meyrick, 1915
- Tischeria heteroterae Frey & Boll, 1878
- Tischeria immaculata Braun, 1915
- Tischeria inexpectata Braun, 1972
- Tischeria innitidella Bruand, 1850
- Tischeria insolita Braun, 1972
- Tischeria koehleri Bourquin, 1962
- Tischeria kuehnei Mey, 2010
- Tischeria longeciliata Frey & Boll, 1878
- Tischeria longiciliatella Rebel, 1896
- Tischeria lucida Braun, 1972
- Tischeria malifoliella Clemens, 1860
- Tischeria marginata Braun, 1972
- Tischeria marginea Haworth, 1928
- Tischeria martinkrugeri Puplesis & Diškus, 2003
- Tischeria mediostriata Braun, 1927
- Tischeria niveella Bruand, 1850
- Tischeria occidentalis Braun, 1972
- Tischeria omani Puplesis & Diškus, 2003
- Tischeria omissa Braun, 1927
- Tischeria pallidipennella Braun, 1972
- Tischeria perplexa Braun, 1972
- Tischeria plagifera Meyrick, 1915
- Tischeria ptarmica Meyrick, 1908
- Tischeria pulvella Chambers, 1878
- Tischeria pulverea Walsingham, 1897
- Tischeria pulverescens Meyrick, 1936
- Tischeria purinosella Chambers, 1875
- Tischeria pyrrhochyta Meyrick, 1936
- Tischeria quercifolia Inoue et al., 1982
- Tischeria quercitella Clemens, 1863
- Tischeria rosella Gerasimov, 1937
- Tischeria roseticola Frey & Boll, 1873
- Tischeria rubiphagella Amsel, 1935
- Tischeria simulata Braun, 1972
- Tischeria solidaginifoliella Clemens, 1859
- Tischeria sparmanniae Puplesis & Diškus, 2003
- Tischeria splendida Braun, 1972
- Tischeria subnubila Braun, 1972
- Tischeria sulphurea Frey & Boll, 1878
- Tischeria szoecsi Kasy, 1961
- Tischeria tantalella Walsingham, 1908
- Tischeria tyrocnistis Meyrick, 1934
- Tischeria unicolor Walsingham, 1897
- Tischeria urticicolella (Ghesquière, 1940)
- Tischeria zelleriella Clemens, 1859
- Tischeria zestica Meyrick, 1911